# David Arnold
 (janvier 2024).
Pour les articles homonymes, voir Arnold.
David Arnold, né le 23 janvier 1962 à Luton (Royaume-Uni), est un compositeur britannique.
Il est connu pour avoir composé la bande originale de films à succès comme Stargate, la porte des étoiles, Independence Day ou encore Demain ne meurt jamais.

## Biographie
David Arnold commence sa carrière en composant des musiques pour la télévision et des documentaires. Il fait même des essais avec The Clash ou The Waterboys, sans succès. En 1993, il signe la bande originale de Les Jeunes Américains (The Young Americans) de Danny Cannon.
En 1994, il est choisi par Roland Emmerich pour écrire et diriger la musique de Stargate, la porte des étoiles. À l'instar de Maurice Jarre pour Lawrence d'Arabie, Arnold compose une mélodie épique et majestueuse qui évoque les grandes étendues désertiques et l'univers mythologique égyptien. Son travail sur Stargate marque réellement son entrée à Hollywood. La même année, il prête sa voix pour les chœurs de Giver de David Knopfler.
En 1996 et 1998, il collabore de nouveau avec Emmerich sur Independence Day et Godzilla. Puis il compose la bande originale de cinq films de la saga James Bond comme Demain ne meurt jamais, Le monde ne suffit pas, Meurs un autre jour ou plus récemment Casino Royale (2006) et Quantum of Solace.
Parallèlement, il continue de produire des disques comme l'album-hommage à la série des James Bond, Shaken and Stirred (réunissant notamment Pulp, Iggy Pop, Propellerheads), paru en 1997, qui a connu un succès important outre-Manche. Il produit également l'album Gedida, de Natacha Atlas, en 1999.
En septembre 2012, il compose une partie de la musique de la cérémonie de clôture des Jeux paralympiques d'été de 2012 à Londres.

## Filmographie

### Comme compositeur

#### Cinéma

##### Longs métrages
- 1993 : The Young Americans de Danny Cannon
- 1994 : Stargate, la porte des étoiles (Stargate) de Roland Emmerich
- 1995 : Le Dernier Cheyenne (Last of the Dogmen) de Tab Murphy
- 1996 : Independence Day de Roland Emmerich
- 1997 : Une vie moins ordinaire (A Life Less Ordinary) de Danny Boyle
- 1997 : Demain ne meurt jamais (Tomorrow Never Dies) de Roger Spottiswoode
- 1998 : Godzilla de Roland Emmerich
- 1999 : Le monde ne suffit pas (The World is not Enough) de Michael Apted
- 1999 : Wing Commander de Chris Roberts (musique de Kevin Kiner) (Thème)
- 2000 : Shaft de John Singleton
- 2001 : Baby Boy de John Singleton
- 2001 : D'Artagnan (The Musketeer) de Peter Hyams
- 2001 : Zoolander de Ben Stiller
- 2002 : Dérapages incontrôlés (Changing Lanes) de Roger Michell
- 2002 : Plus jamais (Enough) de Michael Apted
- 2002 : Meurs un autre jour (Die Another Day) de Lee Tamahori
- 2003 : 2 Fast 2 Furious de John Singleton
- 2004 : Et l'homme créa la femme (The Stepford Wife) de Frank Oz
- 2005 : Quatre frères (Four Brothers) de John Singleton
- 2005 : Stoned de Stephen Woolley
- 2006 : Amazing Grace de Michael Apted
- 2006 : Casino Royale de Martin Campbell
- 2007 : Hot Fuzz de Edgar Wright
- 2007 : Grindhouse (segment "Don't" d'Edgar Wright)
- 2008 : Agent Crush de Sean Robinson
- 2008 : Un Anglais à New York (How to Lose Friends & Alienate People) de Robert B. Weide
- 2008 : Quantum of Solace de Marc Forster
- 2010 : We want sex equality de Nigel Cole
- 2010 : Morning Glory de Roger Michell
- 2010 : Le Monde de Narnia : L'Odyssée du Passeur d'Aurore (The Chronicles of Narnia : The Voyage of the Dawn Treader) de Michael Apted
- 2011 : Paul de Greg Mottola
- 2014 : The Inbetweeners 2 de Damon Beesley et Iain Morris
- 2022 : Avoue, Fletch (Confess, Fletch) de Greg Mottola

##### Courts métrages
- 2011 : Unwatchable de Marc Hawker
- 2012 : London 2012 Paralympic Games Closing Ceremony: The Book of Fire de Mike Christie
- 2013 : Wright vs. Wrong de Lauren Ashton et Aaron Maxey
- 2013 : Eddie de Cort Kristensen
- 2015 : The Bathroom de Sam Peter Jackson

#### Télévision

##### Séries télévisées
- 1997 : Le visiteur (pilote)
- 2001 : Undercover
- 2003-2006 : Little Britain
- 2008 : Little Britain USA
- 2008 : Crooked House
- 2009 : Free Agents
- 2010-2011 : Stiller & Meara
- 2010-2017 : Sherlock
- 2012 : The Matt Lucas Awards
- 2015 : Jekyll and Hyde
- 2019 : Good Omens
- 2025 : Douglas Is Cancelled

##### Série Netflix
- 2020 : Dracula

##### Téléfilms
- 2008 : Storyboard Sequence: Freerun Chase  (non crédité)
- 2008 : The Art of the Freerun (non crédité)
- 2008 : Death in Venice: The Sinking Palazzo
- 2009 : Free Agents
- 2012 : Mr. Stink
- 2013 : The Tractate Middoth
- 2013 : Gangsta Granny

##### Documentaires
- 1999 : The Bond Cocktail
- 2000 : James Bond Down River
- 2002 : Die Another Day: James Bond Journaal
- 2003 : Inside 'Die Another Day'
- 2003 : Bloodlines: The Dracula Family Tree
- 2004 : Making 'Little Britain' Too
- 2005 : Little Documentary
- 2006 : Just Another Day
- 2006 : Becoming Bond

### Comme acteur
- 1993 : The Young Americans : Wedding Band

### Comme producteur
- 2009 : The Performance de Shirley Bassey

## Distinctions

### Récompenses
- 2007 : World Soundtracks Awards, Casino Royale
- 2004 : Royal Television Society, Little Britain
- 1997 : Grammy Awards, Independence Day
- 1996 : Sci-Fi Universe Magazine, Independence Day
- BMI Film & TV Awards
  - 2007 : Casino Royale
  - 2004 : 2 Fast 2 Furious
  - 2003 : Die Another Day
  - 2000 : The World Is Not Enough
  - 1999 : Godzilla
  - 1998 : Tomorrow Never Dies
  - 1997 : Independence Day
  - 1995 : Stargate

### Nominations
- 2008 : Grammy Awards, Casino Royale
- 2007 : BAFTA Awards, Casino Royale
- Saturn Award
  - 2007 : Casino Royale
  - 1998 : Tomorrow Never Dies
  - 1997 : Independence Day

## Discographie
- 1997 : Shaken and Stirred: The David Arnold James Bond Project